# Tanka (poésie)
 (novembre 2020).
Si vous disposez d'ouvrages ou d'articles de référence ou si vous connaissez des sites web de qualité traitant du thème abordé ici, merci de compléter l'article en donnant les références utiles à sa vérifiabilité et en les liant à la section « Notes et références ».

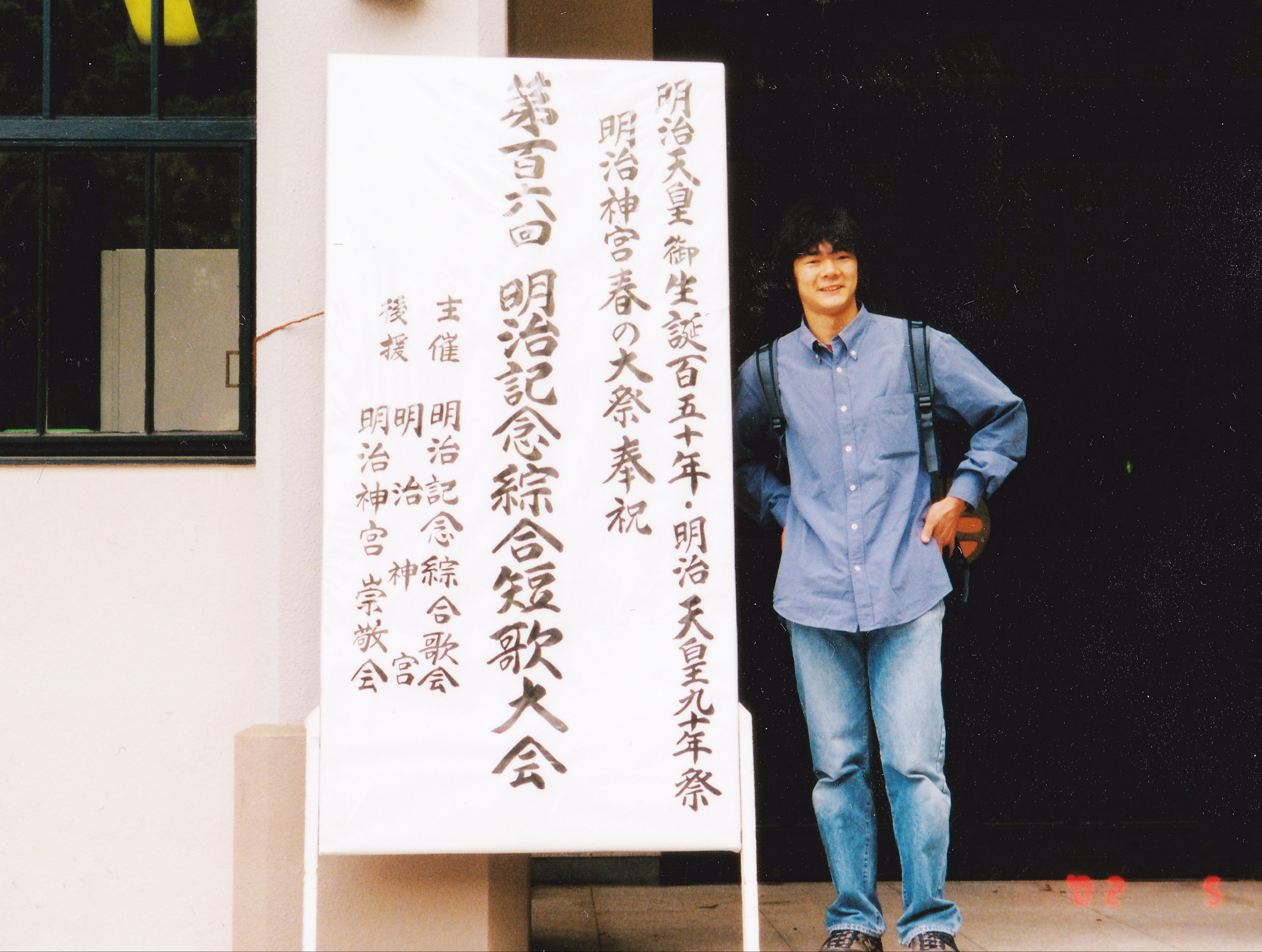
Le poète Shinichiro Hagihara lors d'une remise de prix au festival de poésie Meiji-jingū en 2022.

Le tanka (短歌, littéralement « chant court »), est un poème japonais sans rimes, de 31 mores sur cinq lignes.

## Histoire
Le tanka désigne une forme de poésie traditionnelle courte d'origine japonaise, qui a donné naissance au waka (和歌) à forme fixe, puis au haïku, dont il peut être considéré comme un ancêtre. Il prend son véritable essor pendant la période Heian (794-1192). Avant cette période déjà, au milieu de l'Époque de Nara, une première compilation de tanka avait vu le jour, le Man'yōshū, compilé vers 760 en caractères man'yōgana, précurseurs des caractères kana, mais on sait que la pratique orale existait déjà dans une grande partie de l'archipel (cf. kodai minyō 古代民謡- des fudoki et les Azuma uta du 14e rouleau du Man'yōshū). La période de Nara correspond donc à l'émergence d'une littérature japonaise écrite en langue vernaculaire, avec ces syllabaires kana, et en prose aussi, c'est dans cette langue que le Taketori monogatari (le Conte du coupeur de bambous), premier roman japonais, a été écrit peu après, vers la fin IXe -début Xe siècle. La peinture de style proprement japonais, yamato-e, apparaît peu de temps après, fin IXe siècle.
La pratique du tanka était réservée à la Cour impériale, et toute personne de rang inférieur surprise en train de pratiquer le tanka était condamnée à mort. Mais cela a changé à partir de la période Heian (794-1192). Le tanka est devenu une forme de poésie largement appréciée. Après l'ouverture du Japon à l'Occident à la fin du XIXe siècle, le tanka a continué d'être pratiqué. Aujourd'hui, le tanka est toujours enseigné dans les écoles japonaises, ainsi qu'en littérature contemporaine, autant au Japon que dans le monde. 

Chez les francophones, c'est la Revue du tanka francophone (créée en 2007 à Montréal, au Québec) qui en fait la promotion encore aujourd'hui.
Le tanka classique est toujours considéré au Japon comme la forme la plus élevée de l'expression littéraire en raison de sa richesse et de sa profondeur. Par rapport aux haïkus classiques, il ne se cantonne pas à l'évocation de la nature et des saisons mais il fait une large place aux sentiments.

Il suit des règles strictes en termes de structure syllabique (5-7-5-7-7 syllabes). Cette structure exigeante et cette brièveté favorisent la concentration et la précision dans l'expression des émotions. Pour les poètes s'exprimant en français -la remarque vaut aussi pour les autres langues d'origine latine- la difficulté est accrue en raison d'un vocabulaire largement polysyllabique et d'une grammaire compliquée. Pour les auteurs anglophones, la difficulté est moindre.

## Lesrenku
Les tankas sont généralement écrits par un même poète, mais il n'est pas rare d'en voir écrits par plusieurs, l'un répondant à (ou relançant) l'autre. On les appelait alors renga ; le terme actuel est renku. Suivant leur nombre de chainons, les renku prennent des noms différents : les formes les plus utilisées sont : le juinku (12 versets), le jusanbutsu (13 versets), le shishi (16 versets), le hankasen (18 versets), le kasen (36 versets) et le hyakuhin (100 versets). Pour le kasen, les règles peuvent être encore beaucoup plus strictes du fait de l'obligation de placer des versets à thème (amour, lune d’automne, fleurs…) à des endroits très particuliers.

## Exemples de tanka
À quoi comparer

Notre vie en ce monde ?

À la barque partie

De bon matin

Et qui ne laisse pas de sillage.
— Manzei
Les arbres eux-mêmes

Qui, pourtant ne demandent rien,

Ont frères et sœurs.

Quelle tristesse est la mienne

De n'être qu'un enfant unique !
— Ichihara
Au printemps

Où gazouillent des milliers d'oiseaux

Toutes choses

Se renouvellent,

Moi seul vieillis.
— Anonyme
Lorsque vers le soir

Dans mon village de montagne

Chante la cigale,

En dehors du vent

Personne ne me rend visite.
— Anonyme
Note : la rythmique de 5-7 n'est pas respectée dans ces exemples traduits littéralement du japonais.

## Exemples de tanka occidental
Certains poètes catalans et suisses ont pratiqué cette forme poétique. La syllabe s'y substitue alors à la more. Voici deux exemples, l'un en traduction française et l'autre en langue originale :
L'éclat le plus clair

traverse les cloisons, les meubles,

vieilles chaises de canne

de jonc, de prémonitions,

sans pénétrer le mystère.
— Pere Gomila
Le chant de l'horloge

se mêle au chant des aiguilles.

Mina, tricotant,

est assise à la fenêtre,

dans son regard les saisons.
— Markus Hediger, Ne retournez pas la pierre, 1996
Cour à l’arrière

et boire son café là

courtoisie du temps

trois filles de leurs regards

courtisent ceux qui passent.
— Patrick Simon, Tout proche de moi, 2008
Dans l'ombre j'écoute…

Un oiseau me dit son chant.

Mais je ne sais pas

Si ce chant est triste ou gai.

Je ne suis pas un oiseau !
— Simone Kuhnen de La Cœuillerie, Tannkas et haï-kaïs, 1953
En France, Jehanne Grandjean a introduit le tanka après la guerre. Jacques Roubaud, après Mai 1968, a poursuivi l'œuvre dans Mono no aware, Nicolas Grenier ayant réinventé à Paris le « tanka urbain ». Brigitte Fontaine, dans le disque Comme à la radio, intitule deux chansons Tanka I et Tanka II, qui s'écartent pourtant de la forme rythmique traditionnelle japonaise.

## Maîtres du tanka

### Japon
- Bashō
- Ishikawa Takuboku
- Saigyō
- Fujiwara no Teika
- Ono no Komachi
- Hisayochi Nagashima

### France
- Jehanne Grandjean
- Jacques Roubaud
- Nicolas Grenier
- Alhama Garcia
- Patrick Simon
- Julien Gargani

## Recueils de tanka
- Machi Tawara, Anniversaire de la salade (Sarada Kinenbi en japonais, Salad Anniversary, en anglais, 1987). Best-seller vendu à huit millions d'exemplaires dans le monde.
- Jacques Roubaud, Trente et un au cube, Éditions Gallimard.
- Janick Belleau, D'âmes et d'ailes / of souls and wings, précédé d'un historique Du tanka féminin depuis le IXe siècle, Éditions du tanka francophone, 2010 ; Prix Canada-Japon.
- Alhama Garcia, Telluries, 99 tanka, Éditions du tanka francophone, Québec, 2013.
- Patrick Simon, Tout proche de moi, Éditions du tanka francophone, 2008.
- Julien Gargani, Ascendance, Éditions du tanka francophone, 2018.
- Nicolas Grenier, préface de Jean Orizet, et étude de Nathanaël Gobenceaux, Quant à Saint-Germain-des-Prés, trente et un tanka sur la main d'après.
- Simone Kuhnen de La Cœuillerie, Tannkas et haï-kaïs, À l'Enseigne du Chat qui Pêche, 1953.
- Nathalie Dhenin, Bestiaire tanka, prix SQY 2018 des collégiens lecteurs de poésie d'aujourd'hui (prix de Saint-Quentin-en-Yvelines - France).
- Micheline Aubé, Claire Bergeron et André Vézina, Un pygargue aux aguets, mention spéciale au prix des écrivains francophones d'Amérique du Nord, 2020.
- Patrick Simon, Editions du tanka francophone, 2010, Anthologie du tanka francophone
- Dominique Chipot, Éditions du tanka francophone, "Le livre du tanka francophone"